# Benjamin Hennequin
Benjamin Hennequin, né le 24 août 1984 à Bordeaux, est un haltérophile français.

## Biographie
Benjamin Hennequin participe aux Jeux olympiques de 2008. Il est 6e dans la catégorie des moins de 85 kg. En 2011, Hennequin est troisième des championnats d'Europe puis termine 2e des championnats du monde dans la catégorie des moins de 85 kg. Il soulève 378 kg au total.
Ses records personnels sont 170 kg et 208 kg dans la catégorie des moins de 85 kg. En moins de 94 kg, il a le record de France de l'épaulé-jeté avec la barre de 215 kg réalisée lors des championnats de France 2012 à Quimper. Sélectionné pour les Jeux olympiques de 2012 en moins de 85 kg, il est éliminé sans avoir réussi à soulever la moindre barre.

## Palmarès (catégorie des 85 kg)
- Jeux olympiques :
  - Jeux olympiques de 2008 à Pékin,  Chine : 6e
  - Jeux olympiques de 2012 à Londres,  Royaume-Uni : abandon

- Championnats du monde :
  - Championnats du monde 2010 à Antalya,  Turquie : 8e
  - Championnats du monde 2011 à Paris,  France :  Médaille d'argent

- Championnats d'Europe :
  - Championnats d'Europe 2008 à Lignano Sabbiadoro,  Italie : 4e
  - Championnats d'Europe 2009 à Bucarest,  Roumanie : 4e
  - Championnats d'Europe 2011 à Kazan,  Russie :  Médaille de bronze
  - Championnats d'Europe 2014 à Tel-Aviv,  Israël :  Médaille de bronze
  - Championnats d'Europe 2015 à Tbilissi  Géorgie:  Médaille d'or